# 伊戈尔·亚内夫
伊戈尔·亚内夫（1964年9月29日—）是一位马其顿外交官、国际法和国际关系（政治学）學者，亦於贝尔格莱德政治学研究所擔任全职教授（科技顾问）。
伊戈尔·亚内夫于2002年出任马其顿共和国外交部的特別顧問。在位期間，曾向联合国提出解决馬其頓名稱爭議的方案，建議最終於2012年被总统格奥尔基·伊万诺夫正式接納。伊万诺夫在第67届联合国大会演說時稱：马其顿被联合国录取的附加条件超出了联合国宪章賦予的法律范围，與国际法庭在1948年交付的咨询意见相反，並指出这样的附加条件是非法的，联合国在这种情况下无权投票。

## 刊物
亚内夫已发表160多篇科学论文和17部政治学、国际法和国际关系领域的书籍。最新著作“外交”於2013年獲贝尔格莱德政治学院出版。